# معاذ بفتح الميم (اسم)
معاذ بفتح الميم هو اسم علم مذكر من أصل عربي، ومعناه هو الملجأ الملاذ، المعتصم.

## وصلات خارجية
- موسوعة السلطان قابوس لأسماء العرب